# Джміль пластинчастозубий
Джміль пластинчастозубий, джміль Каллума пластинчастозубий — вид комах ряду перетинчастокрилих.

## Систематичне положення
B. cullumanus включають до складу підроду Cullumanobombus і видову групу cullumanus. Іноді пластинчастозубого джмеля розглядають як підвид B. cullumanus serrisquama (проте, номінативний підвид скоріше гірський вид, що живе на висотах від 1650 до 3200 м вище рівня моря) .

## Поширення
Деякі вчені, однак, стверджують, що цей вид конспеціфічний (тобто, вони об'єднуються в один вид) з іншими, азійськими джмелями, такими як B. serrisquama та B. apollineus (B. cullumanus serrisquama та B. cullumanus apollineus, відповідно, якщо розглядати їх як підвиди B. cullumanus). Ареал B. c. serrisquama великий, але диз'юнктивний й охоплює територію зі степу на півночі Іспанії, по Угорщині, до північного Алтаю, а на півдні степу південному сході Казахстану, на сході Узбекистану, Таджикистану, Киргизстану та Афганістану. Останнім часом (1998), було виявлено на північному сході Туреччини. Ареал B. c. apollineus охоплює територію східної частини Туреччини, Закавказзя і Північного Ірану.
Ще на початку 20-го століття, B. cullumanus (підвид serrisquama Morawitz, 1888)  вважався вкрай рідкісним видом на заході України й траплявся на степових луках в долині річки Дністер. Останнім часом кілька екземплярів цього виду були зареєстровані тільки зі східної частини степової зони.

## Чисельність та тенденції її зміни
В середині ХХ ст. вимер в Британії і кількох місцях у Франції і Німеччині. В інших частинах ареалу чисельність низька і продовжує скорочуватися.

## Короткий опис імаго
Всі три радіомедіальні комірки однакового розміру. Прості очки розташовані майже по прямій лінії, не утворюють трикутник. Передньоспинка, щиток, боки тулуба, 1-й і 2-й тергіти в жовтих волосках. 4-й і 5-й тергіти в оранжево-червоних волосках. Решта частини тіла в чорних волосках. Довжина щік менше їх ширини. Нижній задній кут першого членика середніх лапок тупий, не має гострого кута або зубця. За ейдономією нагадує B. sylvarum, у якого нижній задній кут першого членика середніх лапок з гострим зубцем і кількість світлих волосків на нижньому боці тіла більша.

## Особливості біології та місця проживання
У європейській частині ареалу пластинчастозубий джміль надає перевагу безлісних ділянок, типових лісових біотопів уникає, зустрічається по околицях розріджених соснових борів на піщаних ґрунтах. У лісостеповій та степовій зонах Західносибірської рівнини зустрічається переважно на остепованих луках. На лісових галявинах дуже рідкісні, хоча може бути дуже рясним на лучно-степових ділянках серед густо стоячих березових кілків, на просіках, або прилеглих до великих лісових масивів. За сезон відбувається розвиток однієї сім'ї. Літають в червні - серпні на луках і остепнених схилах. Джміль пластинчастозубий гніздиться у ґрунті, в норах дрібних гризунів. Живиться на квітках рослин різних родин, найчастіше - бобових. Запилювач конюшини, баштанних і садових культур.